# 로이크 바데
로이크 바데(프랑스어: Loïc Badé, 2000년 4월 11일 ~ )는 프랑스의 축구 선수이다. 그의 포지션은 수비수로, 현재 스페인 라리가의 세비야에서 활약하고 있다.

## 클럽 경력
2016년 12월 30일, 바데는 파리 FC의 유소년 아카데미에서 르아브르로 이적하였다. 2020년 1월 10일, 그는 1-0으로 이긴 니오르와의 리그 2 경기에서 르아브르 소속으로 프로 데뷔전을 치렀다. 그는 2020년 6월 20일에 랑스와 첫 프로 계약을 맺었다.
2021년 7월 5일, 바데는 렌과 5년 계약을 맺고 이적하였다. 그는 2021년 11월 4일, 무라와의 UEFA 유로파컨퍼런스리그 경기에서 커리어 첫 골을 기록했다.
2022년 9월 1일, 바데는 프리미어리그의 노팅엄 포리스트로 완전 영입 옵션과 함께 한 시즌 임대되었다.

## 국가대표팀 경력
바데는 2021년 9월 6일, 1-1로 비긴 페로 제도와의 경기에서 프랑스 U-21 축구 국가대표팀 데뷔전을 치렀다.

## 사생활
프랑스에서 태어난 바데는 코트디부아르 혈통이다.